# Peugeot Type 80 e 103
Le Type 80 e 103 erano due autovetture di lusso prodotte dalla Casa automobilistica francese Peugeot.

## Profilo
La Type 80 lanciata nel 1906 rappresenta la prima vera auto di lusso della Peugeot: aveva dimensioni che, se oggi sono alla portata di utilitarie e vetture di fascia medio-bassa, all'epoca erano appannaggio unicamente di vetture di gran lusso e quindi alla portata di pochissimi. Infatti la Type 80 non ha un'antenata che la precede, ma descrive una nuova nicchia commerciale all'interno della gamma della Casa transalpina, una nicchia nella quale anche altre Case, come la Renault stavano affacciandosi.
La Type 80 era una vettura di 4 m di lunghezza che montava un grosso motore a 4 cilindri da 6965 cm³ di cilindrata, in grado di spingere la vettura a 95 km/h di velocità massima, un dato che all'epoca era ottenibile solo con vetture di questo rango. La Type 80 fu prodotta nel solo anno 1906 in appena 3 esemplari.
Maggior successo arrise invece alla sua erede, la Type 103, più grande (4.3 metri di lunghezza invece di 4) e dotata anche di un passo maggiorato (da 2.8 a 2.95 m) in maniera da accogliere più comodamente gli occupanti. Anche la meccanica cambiò: la Type 103 disponeva infatti di un poderoso 4 cilindri da 7433 cm³ in grado di spingere la vettura oltre i 100 km/h di velocità massima. La Type 103 fu prodotta in 45 esemplari nel solo 1907.